# Peter Paul Hilbert
Peter Paul Hilbert (Porz, 13 de setembro de 1914 - Bortshausen, 13 de março de 1989) foi um arqueólogo, etnólogo e escritor alemão que realizou pesquisas na Amazônia brasileira, através do Museu Paraense Emílio Goeldi entre 1948 e 1961.

## Biografia
Filho de pais divorciados, cresceu na cidade de Porz e completou seus estudos em Berlim. Em 1932, com 18 anos, trabalhou como estagiário na editora Ludwig Voggenreiter, em Potsdam e nesse mesmo período, ingressou no movimento juvenil Deutsche Jungenschaft 1.11. Porém, com o aumento da Juventude Hitlerista em 1934, o fundador e membro do partido comunista Eberhard Köbel foi preso pela GESTAPO e o movimento se dissolveu. Nesse período, Peter Paul Hilbert morava em Bortshausen, perto de Marburg, onde mantinha amizade com outros ex-membros do movimento como: desenhista e ilustrador Heiner Rothfuchs; egiptólogo Fritz Hintze e o artista plástico Dietrich Evers.
Seus primeiros ensaios como etnólogo vieram com uma viagem à Namíbia (na época uma colônia alemã), após ganhar um concurso na editora em que trabalhava. Em 1938, a mesma editora publicou sua coleção de contos e ilustrações sobre aventureiros e exploradores na África, intitulada "Der Fluss ohne Ende" (O Rio sem Fim). Das anotações feitas durante sua viagem pelo Sudeste da África, gerou um livro de literatura juvenil chamado "Jan aus dem Busch" (Jan da Mata), lançado pelo editora Wiking em 1943. Em 1965, o livro foi reeditado com o título de "Der Diamantenpfad" (Na Trilha dos Diamantes).

### Segunda Guerra Mundial
Serviu como oficial durante a Segunda Guerra Mundial, entre 1939 - 1947. Fora atingido duas vezes, sendo a primeira vez durante a invasão de uma cidade na Rússia e segunda durante uma retirada em um vilarejo na França. Após a recuperação desse segundo ferimento, foi transferido para uma divisão no norte da África, no Marrocos, onde permaneceu até a chegada dos tropas aliadas. Durante o seu cativeiro pelas tropas aliadas, conseguiu fugir para o território espanhol fingindo ser um viajante árabe. No final da guerra, em 1945, se juntou a um grupo de soldados alemães na França e atravessou para o território suíço, onde permaneceu por dois anos, durante sua internação militar. Durante esse tempo, viveu em Zurique e teve permissão para estudar arte africana na universidade, onde foi colega de uma brasileira com sobrenome Hering e de Elsy Leuzinger.

### Pesquisa
Em 1947, ao invés de voltar para a Alemanha, ele decidiu ir até Gênova e embarcar para o Rio de Janeiro. Já em 1948, começou sua vida como pesquisador em Belém, onde também teve auxilio de uma pequena colônia alemã que residia na cidade. Foi nessa mesma cidade em que conheceu sua esposa Eva Krammer.
Inicialmente, como pesquisador do Museu Paraense Emílio Goeldi, trabalhou com uma coleção etnográfica da África, coletada no século XIX e doada ao museu. Nesse mesmo período, ele conheceu o casal de arqueólogos estadunidense Betty Meggers e Clifford Evans e, em maio de 1949, os acompanhou numa escavação arqueológica na Ilha de Marajó. Esse foi apenas o primeiro de muitos trabalhos que iriam ocorrer em parceria com o casal, responsável por treinar brasileiros na área de arqueologia e pela criação do PRONAPA (Projeto Nacional de Pesquisas Arqueológicas).
Através do Museu Goeldi, ele retomou projetos arqueológicos que estavam engavetados e começou a realizar mapeamentos de áreas com potencial arqueológico e estipular cronologias para as culturas de cerâmicas arqueológicas existentes na Amazônia. Com financiamento do Instituto de Antropologia e Etnologia do Pará e do Museu Paulista, realizou levantamentos de sítios e identificação de culturas cerâmicas em torno do rio Amazonas, juntamente com o etnógrafo Harald Schultz. Em 1950 realizou escavações na Ilha de Marajó e os dados foram publicados pelo Instituto de Antropologia e Etnologia do Pará.
A partir de 1950, com o investimento de verba federal do INPA (Instituto Nacional de Pesquisas da Amazônia) e do recém-criado CNPq (Conselho Nacional de Desenvolvimento Científico e Tecnológico), o Museu Emílio Goeldi começou a investir mais nos departamentos de antropologia e arqueologia. Em 1952, recém-casado e esperando o seu primeiro filho, Peter Paul Hilbert visitou a região entre os rios Nhamundá e Trombetas juntamente com a sua esposa, Eva Hilbert. Estimulado pelo seu colega missionário franciscano Günther Protásio Frikel, que trabalha nessa região, visitou dezenas de sítios arqueológicos e identificou o material cerâmico como pertencente ao grupo indígena Konduri, que é citado por vários missionários viajantes do século XVI e XVII. Seu trabalhou gerou um artigo pelo Instituto de Antropologia e Etnologia do Pará, intitulado "A Cerâmica Arqueológica da Região de Oriximiná".
Entre 1957 e 1959, ganhou uma bolsa do National Science Foundation para trabalhar com o casal Clifford Evans e Betty Meggers no Smithsonian Institution, trabalhando na classificação do material do baixo rio Tapajós, da cidade de Manaus e Itacoatiara. Em 1960, Peter e sua esposa participam do Congresso Internacional de Americanistas, em Viena e foi a primeira vez que Peter voltou à Alemanha depois da guerra.
Entre julho e setembro de 1961, Peter Paul Hilbert fez sua última grande viagem pela floresta tropical, passando pela foz do rio Negro e pelo rio Cuieiras, viajando até o município de Benjamin Constant e depois descendo até o município de Tefé. Com a ajuda do biólogo Ernst Fittkau, realizou diversas identificações, escavações e coletas de material ao longo do rio Solimões, rio Japurá e rio Negro.
Em 1961, ele ganhou uma bolsa do Instituto Alemão de Pesquisas (DFG), para concluir os seus estudos sobre a arqueologia no médio rio Solimões, na Universidade de Mogúncia, passando posteriormente para a Universidade de Marburg. Durante esse período na Alemanha, lançou duas obras literárias: "Zoo im ersten Stock" (O Zôo no primeiro andar) de 1964 e "Sohn der Wassermutter" (Aventura na Amazônia) de 1965.
Após 6 anos de muita análise sobre o material arqueológico do rio Solimões, em 1968 ele lança a sua principal obra intitulada "Archäologische Untersuchungen am Mittleren Amazonas". Em abril de 1969, seu trabalho na Amazônia foi reconhecido e ele recebeu o título de Doutor Honoris Causa, sendo contratado como curador da coleção etnográfica da Faculdade de Etnologia da Universidade de Marburg, além de dar aulas sobre arte africana.
Em 1975 ele volta a fazer trabalhos pelo Museu Goeldi e revisita os sítios da região de Oriximiná, porém dessa vez acompanhado do seu filho mais velho Klaus Hilbert, que estava ingressando nesse mundo da arqueologia amazônica. Foi nessa viagem que eles identificaram a cerâmica da Fase Pocó. Em 1976, pediu a transferência para a Faculdade de Pré e Proto-História, onde permaneceu até a sua aposentadoria em 1979. Em 1978, ele levou seus dois filhos, Klaus e Hans, para participar da Missão de Resgate Arqueológico de Salto Grande, no Uruguai, organizada pela arqueóloga Niède Guidon.

### Morte
Em 13 de março de 1989, Peter Paul Hilbert faleceu em sua casa, na cidade de Bortshausen, vítima de câncer.